# Tour de Picardie

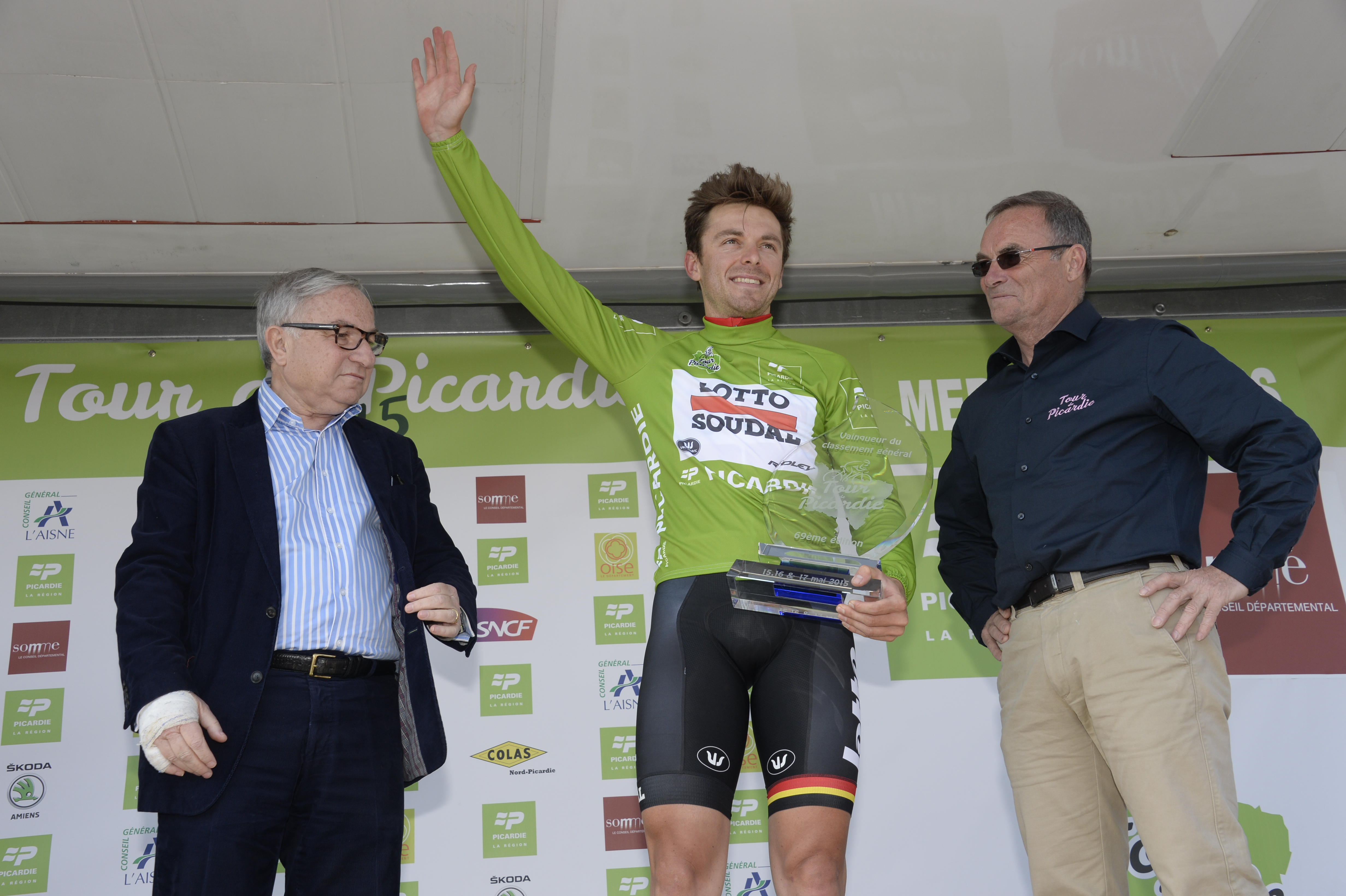
Kris Boeckmans, vainqueur en 2015, en compagnie de Bernard Hinault et de Claude Gewerc.

Le Tour de Picardie est une course cycliste française créée en 1936 par le Cyclo Club Creillois sous le nom de Tour de l'Oise et de la Somme. Elle s'appelait Tour de l'Oise jusqu'en 1999, et Tour de l'Oise et de Picardie en 2000. Depuis 2001, elle porte son appellation actuelle. En 2005, le Tour de Picardie a intégré l'UCI Europe Tour en catégorie 2.1.
Cette compétition a vu gagner des légendes du cyclisme telles Bernard Hinault, Miguel Indurain, Jean Stablinski ou encore Cyrille Guimard.
Tenant du titre de cette course de trois étapes, le français Nacer Bouhanni a succédé au Belge Kris Boeckmans, au Picard Arnaud Démare, champion de France 2014 et à l’Allemand Marcel Kittel, lauréat en 2013.
Parmi les précédents champions, nous retrouvons également des grands noms du cyclisme moderne comme Tom Boonen, David Millar ou encore Alexandre Vinokourov.
Durant ces dernières années, l'épreuve qui se dispute mi-mai, comportait jusqu'en 2009, quatre étapes sur trois jours dont deux demi-étapes.
Le Tour de Picardie était organisé par ASO jusqu'en 2014 puis par le VC Côte Picarde jusqu'à la réforme territoriale, procédant à un redécoupage des régions. En effet, à l'instar de la Région Hauts-de-France, née de la fusion entre la Picardie et le Nord-Pas-de-Calais, devait naître une nouvelle course indépendante, mixant les compétences et les membres du Tour de Picardie et de la course nordiste, les Quatre Jours de Dunkerque.
Par un communiqué de presse envoyé le 28 septembre 2016, l'équipe de direction (Thibaut Huvelle, Bernard Hinault, Jean-François Pescheux et Jean-Bernard Devos) annonce se désengager de l'organisation d'une nouvelle course : « Après différents temps de travail, la création d'une nouvelle structure mutualisant les membres et les compétences des deux organisations apparaissait comme la meilleure perspective », reconnaissent pourtant les membres de l'équipe de direction. Présidées par la région, les discussions ont échoué, « notamment en raison d'une flagrante iniquité de traitement entre les acteurs des deux ex-régions, en défaveur de la Picardie ». La nouvelle structure ne verra donc jamais le jour.
Le Tour de Picardie s'arrête ainsi, après 70 éditions.

## Palmarès
| Année                         | Vainqueur               | Deuxième                | Troisième                    |
| ----------------------------- | ----------------------- | ----------------------- | ---------------------------- |
| Tour de l'Oise et de la Somme |                         |                         |                              |
| 1936                          | Marcel Blanchon         | Robert Renoncé          | Bernard Masson               |
| 1937                          | Gaston Grimbert         | Auguste Mallet          | Max Harmand                  |
| 1938                          | Lucien Le Guével        | Jean Goujon             | Fabien Galateau              |
| 1939                          | André Desmoulins        | Aloïs Delchambre        | Robert Godard                |
| 1950                          | Simon Hyz               | Raymond Heagel          | Jean Mage                    |
| 1951                          | Pierre Lagrange         | Maurice Monier          | Serge Kreher                 |
| 1952                          | Raymond Komor           | Gilbert Loof            | Pierre Pardoën               |
| 1953                          | Alfred Tonello          | Gilbert Loof            | Roger Bertaz                 |
| 1954                          | Jean Bellay             | Max Lefebvre            | Pierre Gaudot Gilbert Bauvin |
| 1955                          | Lucien Gillen           | Marcel Ernzer           | Willy Kemp                   |
| 1956                          | Louis Caput             | Roger Chupin            | Maurice Baele                |
| 1957                          | Jean Stablinski         | André Dupré             | Maurice Moucheraud           |
| 1958                          | Joseph Thomin           | Louis Kosec             | Jean Bellay                  |
| 1959                          | Joseph Wasko            | Jean-Claude Gret        | Klaus Bugdahl                |
| 1960                          | Jo de Haan              | Bernard Viot            | Julien Schepens              |
| 1961                          | Jaime Alomar            | Joseph Wasko            | Dieter Puschel               |
| 1962                          | André Bar               | Horst Oldenburg         | Joseph Thomin                |
| 1963                          | Klaus Bugdahl           | Seamus Elliott          | Anatole Novak                |
| 1964                          | Winfried Boelke         | Ferdinand Bracke        | Jean-Pierre Van Haverbeke    |
| 1965                          | Seamus Elliott          | Christian Raymond       | Daniel Salmon                |
| 1966                          | Hubert Niel             | Jean-Claude Lefebvre    | Barry Hoban                  |
| 1967                          | Peter Glemser           | Guy Ignolin             | José Samyn                   |
| 1968                          | Walter Boucquet         | Barry Hoban             | Léopold Van Den Neste        |
| 1969                          | José Samyn              | Willy Planckaert        | Bernard Guyot                |
| 1970                          | Frans Verbeeck          | Léo Duyndam             | Davide Boifava               |
| 1971                          | André Dierickx          | Barry Hoban             | Roland Berland               |
| 1972                          | Cyrille Guimard         | José Catieau            | Alain Santy                  |
| 1973                          | Alain Santy             | Michel Périn            | Daniel Rebillard             |
| 1974                          | Robert Mintkiewicz      | Jean-Jacques Fussien    | Maurice Dury                 |
| 1975                          | Dietrich Thurau         | Gerrie Knetemann        | Willy Teirlinck              |
| 1976                          | Emiel Gijsemans         | Régis Delépine          | Jean Chassang                |
| 1977                          | Willy Teirlinck         | Willem Peeters          | Emiel Gijsemans              |
| 1978                          | Willy Teirlinck         | Jacques Bossis          | Dominique Sanders            |
| 1979                          | Bernard Hinault         | Yvon Bertin             | Jean Chassang                |
| 1980                          | Patrick Bonnet          | Jean-René Bernaudeau    | Jean-François Pescheux       |
| 1981                          | Jean-Luc Vandenbroucke  | Patrick Bonnet          | Marc Madiot                  |
| 1982                          | Gilbert Duclos-Lassalle | Jean-Luc Vandenbroucke  | Etienne De Wilde             |
| 1983                          | Pascal Jules            | Gilbert Duclos-Lassalle | Etienne De Wilde             |
| 1984                          | Allan Peiper            | Stephen Roche           | Nico Emonds                  |
| 1985                          | Jozef Lieckens          | Francis Castaing        | Pascal Jules                 |
| 1986                          | Gilbert Duclos-Lassalle | Michel Vermote          | Eric McKenzie                |
| 1987                          | Jelle Nijdam            | Jos Lammertink          | Steve Bauer                  |
| 1988                          | Steve Bauer             | Jürg Bruggmann          | Jan Goessens                 |
| 1989                          | Andreas Kappes          | Jelle Nijdam            | Mathieu Hermans              |
| 1990                          | Hendrik Redant          | Ralph Moorman (nl)      | Eddy Schurer                 |
| 1991                          | Wilfried Nelissen       | Thierry Marie           | Francis Moreau               |
| 1992                          | Thierry Marie           | Luc Leblanc             | Miguel Indurain              |
| 1993                          | Frédéric Moncassin      | Eddy Seigneur           | Edwig Van Hooydonck          |
| 1994                          | Miguel Indurain         | Eddy Seigneur           | Emmanuel Magnien             |
| 1995                          | Jelle Nijdam            | Chris Boardman          | Jacky Durand                 |
| 1996                          | Philippe Gaumont        | Laurent Desbiens        | Chris Boardman               |
| 1997                          | Non disputé             | Non disputé             | Non disputé                  |
| 1998                          | Alexandre Vinokourov    | Lauri Aus               | Frédéric Gabriel             |
| 1999                          | Jaan Kirsipuu           | Marc Streel             | Marco Milesi                 |
| Tour de l'Oise et de Picardie |                         |                         |                              |
| 2000                          | Michael Sandstød        | Martin Rittsel          | Jørgen Bo Petersen           |
| Tour de Picardie              |                         |                         |                              |
| 2001                          | Olivier Asmaker         | Arvis Piziks            | Linas Balčiūnas              |
| 2002                          | Michael Sandstød        | Jacky Durand            | Olivier Asmaker              |
| 2003                          | David Millar            | Juan Carlos Domínguez   | Bradley McGee                |
| 2004                          | Tom Boonen              | Jimmy Casper            | Stefan van Dijk              |
| 2005                          | Janek Tombak            | Ludovic Auger           | Mikhaylo Khalilov            |
| 2006                          | Jimmy Casper            | Cédric Hervé            | Jimmy Engoulvent             |
| 2007                          | Robert Hunter           | Janek Tombak            | Alessandro Proni             |
| 2008                          | Sébastien Chavanel      | Jean-Eudes Demaret      | Martin Elmiger               |
| 2009                          | Lieuwe Westra           | Romain Feillu           | Jimmy Casper                 |
| 2010                          | Ben Swift               | Koldo Fernández         | Allan Davis                  |
| 2011                          | Romain Feillu           | Kenny Dehaes            | Filippo Pozzato              |
| 2012                          | John Degenkolb          | Kenny van Hummel        | Leonardo Duque               |
| 2013                          | Marcel Kittel           | Bryan Coquard           | Kenny van Hummel             |
| 2014                          | Arnaud Démare           | Ramon Sinkeldam         | Bryan Coquard                |
| 2015                          | Kris Boeckmans          | Andrea Guardini         | Evaldas Šiškevičius          |
| 2016                          | Nacer Bouhanni          | Sondre Holst Enger      | Kenny Dehaes                 |

## Victoires par pays
| #  | Pays           | Victoires | Dernier vainqueur           |
| -- | -------------- | --------- | --------------------------- |
| 1. | France         | 32        | Nacer Bouhanni (2016)       |
| 2. | Belgique       | 13        | Kris Boeckmans (2015)       |
| 3. | Allemagne      | 7         | Marcel Kittel (2013)        |
| 4. | Pays-Bas       | 4         | Lieuwe Westra (2009)        |
| 5. | Danemark       | 2         | Michael Sandstød (2002)     |
|    | Espagne        | 2         | Miguel Indurain (1994)      |
|    | Estonie        | 2         | Janek Tombak (2005)         |
|    | Royaume-Uni    | 2         | Ben Swift (2010)            |
| 9. | Afrique du Sud | 1         | Robert Hunter (2007)        |
|    | Australie      | 1         | Allan Peiper (1984)         |
|    | Canada         | 1         | Steve Bauer (1988)          |
|    | Irlande        | 1         | Seamus Elliott (1965)       |
|    | Kazakhstan     | 1         | Alexandre Vinokourov (1998) |
|    | Luxembourg     | 1         | Lucien Gillen (1955)        |